# Rheocles derhami
Rheocles derhami är en fiskart som beskrevs av Melanie L. J. Stiassny och Juan Manuel Rodriguez 2001. Rheocles derhami ingår i släktet Rheocles och familjen Bedotiidae. IUCN kategoriserar arten globalt som sårbar. Inga underarter finns listade i Catalogue of Life.